# Eria
Eria is een geslacht met ongeveer vierhonderd soorten orchideeën uit de onderfamilie Epidendroideae.
Het zijn voornamelijk epifytische orchideeën uit tropisch Zuidoost-Azië, de eilanden van de Stille Oceaan en Fiji.

## Naamgeving enetymologie
- Synoniemen: Aeridostachya (Hook. f.) Brieger, Alvisia Lindl., Artomeria Breda, Bryobium Lindl., Callostylis Blume, Campanulorchis Brieger, Ceratium Blume, Conchidium Griff., Cylindrolobus (Blume) Brieger, Cymboglossum (J. J. Sm.) Brieger ex Rauschert, Dendrolirium Blume, Dilochiopsis (Hook. f.) Brieger, Erioxantha Raf., Exeria Raf., Mycaranthes Blume, Mycaridanthes Blume, Pinalia Lindl., Trichosia Blume, Trichosma Lindl., Tylostylis Blume, Urostachya (Lindl.) Brieger, Xiphosium Griff.

De botanische naam Eria is afkomstig van het Oudgriekse ἔριον, erion (wol), wat betrekking heeft op de wollige beharing die vele soorten van dit geslacht vertonen.

## Kenmerken
Eria-soorten zijn overwegend epifytische, soms lithofytische of zelden terrestrische planten, met een kruipende wortelstok en langwerpige of eironde pseudobulben met twee tot vier bladeren op de top. De bloeiwijze is een axiale of eindstandige tros.
De bloemen zijn klein tot middelgroot, meestal crèmekleurig of geel, soms met purperen tekening. De kelkbladen en kroonbladen zijn vrijwel gelijk van vorm, glad of meestal met wollige haren bezet, de laterale kelkbladen een mentum vormend met de voet van het gynostemium. De lip is een- tot drielobbig en bezit dikwijls een callus. Het gynostemium is kort en breed en meestal gevleugeld, met een duidelijk verlengde voet en een meeldraad met acht wasachtige pollinia in twee groepen, door een smal zuiltje verbonden met het viscidium.

## Habitaten verspreiding
Eria-soorten groeien in zeer gevarieerde biotopen, van tropische mangrovebossen tot koele bergwouden, voornamelijk in India, China, het Himalaya-gebergte, Zuidoost-Azië, Polynesië en Fiji.

## Taxonomie
Het geslacht telt ongeveer vierhonderd soorten en is daarom nog eens onderverdeeld in dertien tot zeventien secties. De typesoort is Eria javanica.
Het geslacht is momenteel in herwerking en zou in acht verschillende geslachten worden opgesplitst. In afwachting van publicatie wordt hier voorlopig dan ook geen soortenlijst vermeld.